# Charneux (Nassogne)
Charneux is een dorp in de Belgische provincie Luxemburg. Het ligt in Harsin, een deelgemeente van Nassogne.

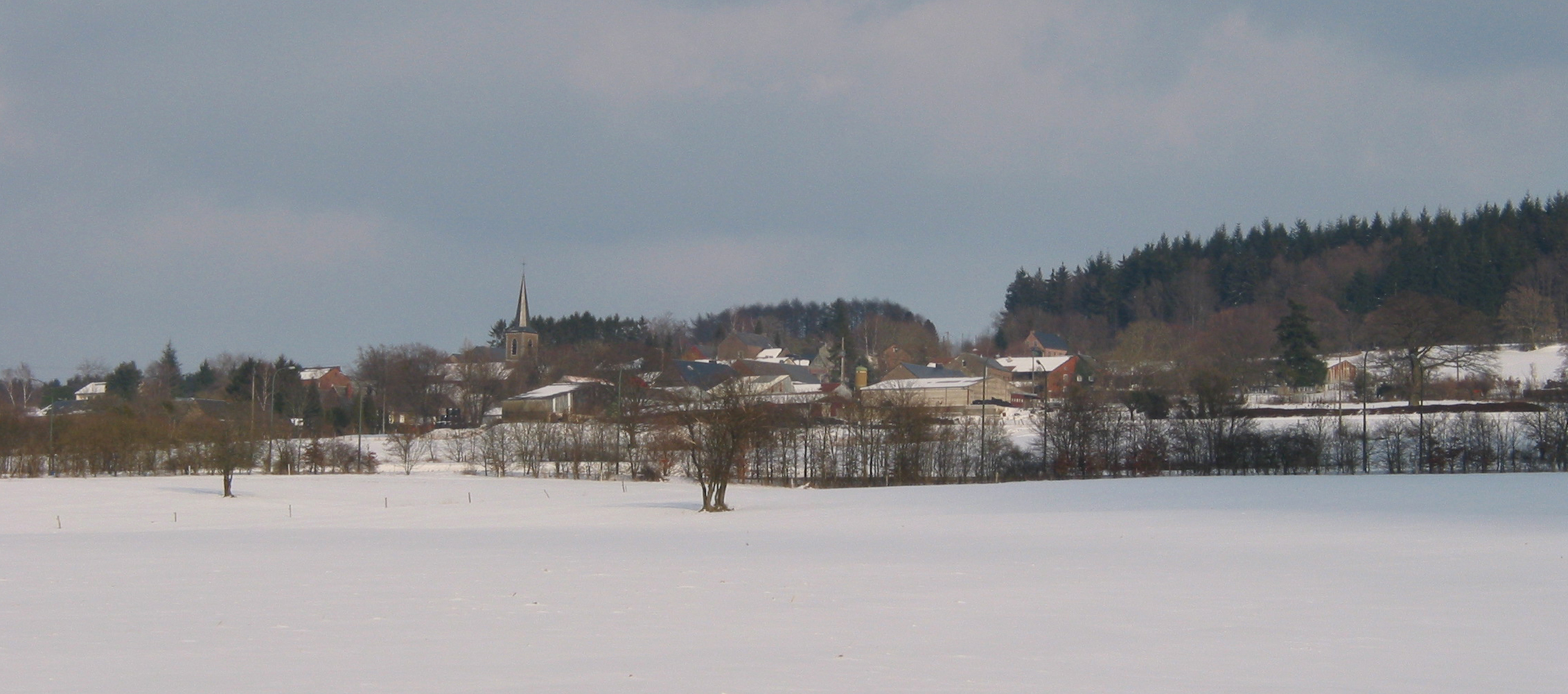
Zicht op Charneux

## Geschiedenis
Op het eind van het ancien régime werd Charneux een gemeente. In 1823 werd de gemeente opgeheven en met de opgeheven gemeente Chavanne verenigd tot de gemeente Harsin.

## Bezienswaardigheden
- de Eglise Notre-Dame

Deelgemeenten: Ambly · Bande · Forrières · Grune · Harsin · Lesterny · Masbourg · Nassogne

Overige dorpen: Charneux · Chavanne · Mormont

Belgische gemeenten · Arrondissement Marche-en-Famenne · Luxemburg · Wallonië